# Brânceni
Brânceni es una comuna ubicada en el distrito de Teleorman, Rumania.

## Superficie
Posee una superficie de 36,41 kilómetros cuadrados.

## Demografía
Hasta 2021 la población era de 2688 habitantes, con una densidad de población de 73,83 habitantes por kilómetro cuadrado.